# Aragonita

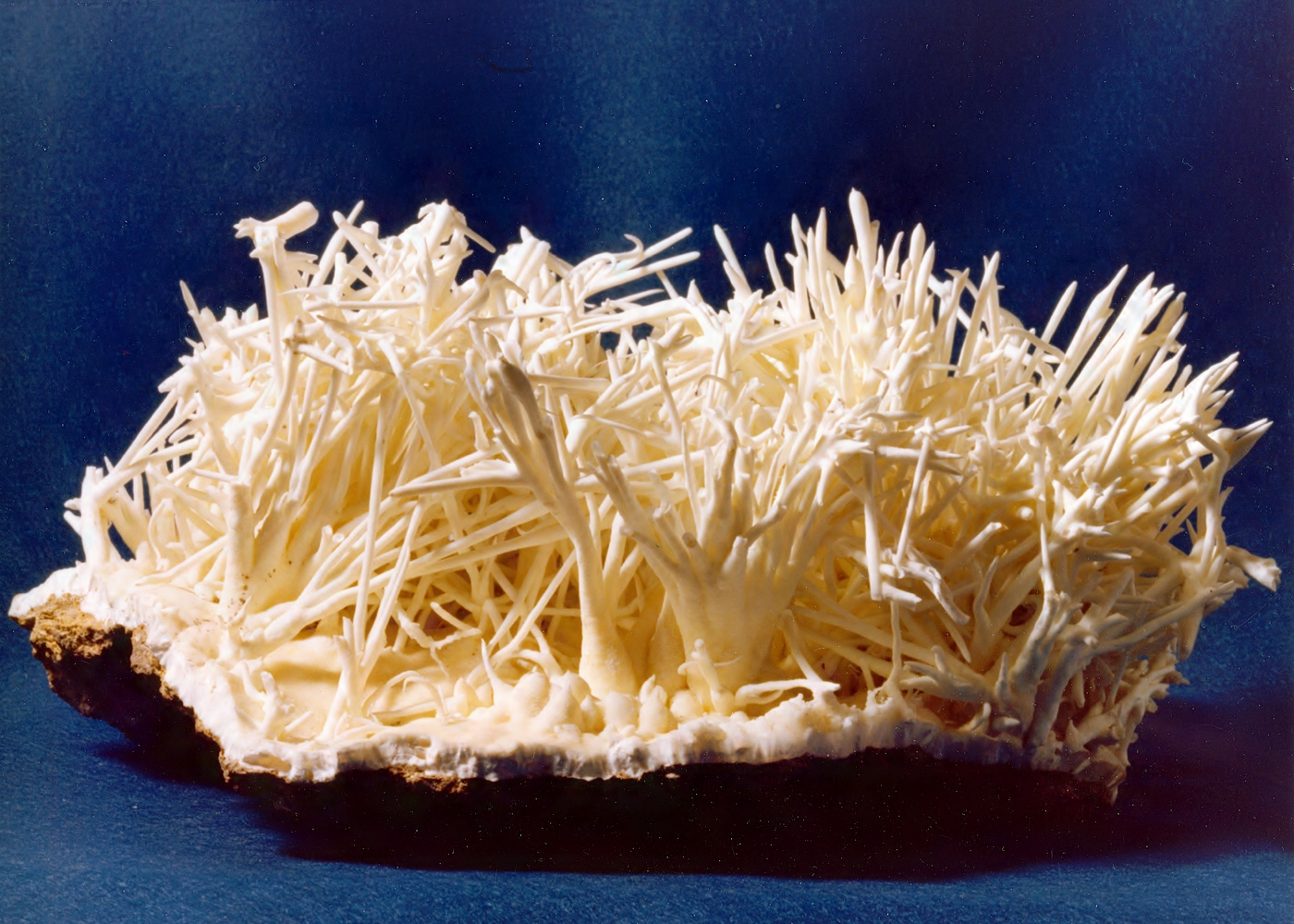
Aragonite em forma coralina (conhecida por flor-do-ferro).

A aragonita (português brasileiro) ou aragonite (português europeu),  é, tal como a calcite e como a vaterita, uma das formas cristalinas do carbonato de cálcio, que cristaliza no sistema ortorrómbico, sendo muito menos estável e mais solúvel em água que a calcita.
Forma geralmente agregados fibrosos com gipsito e minerais de ferro. Brilho vítreo, sem a excelente clivagem da calcita, fratura conchoidal. Forma maclas cíclicas, com a aparência de cristais hexagonais.

## Origem
A aragonite tem origem magmática ou origem animal (pérolas, corais, conchas de moluscos).

## Etimologia
O nome aragonite deve-se ao mineralogista Abraham Gottlob Werner, que, em 1788, batizou este mineral, a partir de exemplares provenientes de Aragão, Espanha.